# PRVIAS
A PRVias (CCR PRVias) é responsável pela administração do Sistema Rodoviário do Paraná, sendo os trechos das rodovias federais BR-369 (Rodovia Melo Peixoto), BR-373 e BR-376 (Rodovia do Café Governador Ney Braga) e das estaduais PR-090, PR-170, PR-323 e PR-445.
Iniciou a operação de rodovias no Paraná à 0h de sexta-feira (16/05/2025) com serviços de atendimento aos motoristas. Os usuários tem disponível uma frota de 60 viaturas, dentre as quais 13 de inspeção de tráfego, 7 guinchos leves, 5 guinchos pesados, 4 caminhões-pipa para combate a incêndios, 3 viaturas para captura de animais, 3 veículos para supervisão de pista e 12 ambulâncias de atendimento pré-hospitalar (APH), das quais 4 são Unidades de Suporte Avançado (USA).
Além disso, 13 bases do Serviço de Atendimento ao Usuário (SAU) em funcionamento 24 horas por dia, oferecendo apoio direto a motoristas, pedestres e caminhoneiros com estrutura de internet, telefonia, banheiros, água potável e totens de atendimento. O número 0800 376 0000 e um aplicativo complementarão o canal de comunicação com os usuários, com informações em tempo real sobre as condições das vias.
Ao longo dos próximos 30 anos de concessão estão previstos investimentos de cerca de R$ 16 bilhões em serviços, obras de ampliação, modernização e tecnologia. 
O Lote 3 faz parte da Malha Norte, que abrange 22 cidades e faz a ligação do Norte do Estado com o eixo rodoviário da BR-277, chegando até o Porto de Paranaguá. As rodovias atendidas nesse trecho atravessam as cidades de Sertaneja, Sertanópolis, Londrina, Cambé, Ibiporã, Tamarana, Mauá da Serra, Marilândia do Sul, Califórnia, Apucarana, Arapongas, Cambira, Jandaia do Sul, Mandaguari, Ortigueira, Imbaú, Faxinal, Tibagi, Ipiranga, Ponta Grossa, Palmeira e Balsa Nova. 
Entre as principais obras estão 132 quilômetros de duplicações e 24,6 quilômetros de faixas adicionais. Entre as novidades está o Contorno de Apucarana, no Vale do Ivaí, ligando a BR-369 à BR-376 e com 13,8 quilômetros de extensão, e o Contorno de Califórnia, com pouco mais de cinco quilômetros, ligando dois trechos da BR-376.  Já Ponta Grossa ganhará dois novos contornos: o Contorno Norte, com extensão total de 14,65 quilômetros, entre a BR-376 e a BR-373, e o Contorno Leste, que vai ligar a BR-373 à PR-151 e terá 27,7 quilômetros de extensão. 
O Lote 3 também vai concluir a duplicação da Rodovia do Café (BR-376), entre Mauá da Serra e Ponta Grossa. Serão duplicados 52,58 quilômetros da BR-376, divididos em quatro segmentos, passando por Mauá da Serra, Ortigueira e as proximidades de Imbaú.